# A vegyesházi királyok kora
A késő-középkori Magyar Királyságot a magyar történelem vegyesházi királyok koraként ismeri, ami alatt a Vencel trónra lépésétől II. Lajos király haláláig tartó időszakot értjük. Az elnevezés onnan származik, hogy ebben az időszakban egy dinasztiának sem sikerült olyan tartósan megszereznie a magyar trónt, mint előtte az Árpád-háznak (a királyokat nézve 1000-től 1301-ig) vagy utána a Habsburgoknak (1526-1918). Egyes kutatók a vegyesházi királyok kora kifejezést elavultnak tartják, helyette a késő középkor megnevezést javasolják. Más felosztások két szakaszt különítenek el a korban, 1301-től 1440-ig számítják a virágzó középkort Magyarországon, 1440-től, az első szabad királyválasztástól pedig a késő középkort.

## Uralkodók
- Vencel (Přemysl-ház, 1301–1305)
- I. Ottó (Wittelsbach-ház, alsó-bajor ág, 1305–1307)
- 1301-1308- interregnum
- Károly Róbert (Anjou-ház, magyar ág, 1301/1308/1310–1342)
- I. Lajos (Anjou-ház, magyar ág, 1342–1382)
- Mária (Anjou-ház, magyar ág, 1382–1385)
- II. Károly (Anjou-ház, durazzói ág, 1385–1386)
- Zsigmond (Luxemburg-ház, 1387–1437)
- Albert (Habsburg-ház, alberti ág, 1437–1439)
- I. Ulászló (Jagelló-ház, 1440–1444)
- V. László (Habsburg-ház, alberti ág, 1440/1444–1457)

Kisgyermek korában koronázták meg. Kiskorúsága alatt a kormányzó Hunyadi János (1446–1453) volt.
- I. Mátyás (Hunyadi-ház, 1458–1490)
- II. Ulászló (Jagelló-ház, magyar ág, 1490–1516)
- II. Lajos (Jagelló-ház, magyar ág, 1516–1526)

## Interregnum
Az Árpád-ház kihalása utáni, 1301-1308 közötti időszakot interregnum néven szokás emlegetni. Az elnevezés némileg megtévesztő, ugyanis ennek nagy részében volt az országnak többé-kevésbé törvényes királya, bár a koronázás elismert kritériumait (Székesfehérvár, Szent Korona, esztergomi érsek) maradéktalanul egyikük sem teljesítette. A trónkövetelők rivalizálása alatt a valódi hatalom a kiskirályok néven is emlegetett tartományurak kezébe került; a leghatalmasabbak Csák Máté, Kán László és Kőszegi Henrik voltak.
Az egyik tényleges (1301-ben, III. András halála és Vencel koronázása közötti) interregnumot kihasználva az osztrák hercegek (Habsburg Albert fiai: a gyakorlatban Rudolf, névleg még a kiskorú Frigyes, Lipót és Albert) elfoglalták Pozsonyt, amit csak 1322-ben adtak vissza az akkor már törvényesen uralkodó Károly Róbertnek, aki ellentételként 7000 könnyűlovassal segítette Frigyesnek Bajor Lajos ellen indított és a mühldorfi vereséggel végződött hadjáratát.
1324-ben az osztrákok szövetkeztek régi ellenségeikkel, a bajorokkal, és ismét elfoglalták Pozsonyt, aminek megtorlására 1328 júliusában Lackfi István nagy lovashadseregével végigdúlta Alsó-Ausztriát. A béke fejében az osztrák hercegek másodszor is visszaadták Pozsonyt.

## Anjou-kor
A trónviszályokból Károly Róbert nápolyi herceg került ki szerencsésen, aki elnyerte többek közt a pápa, a firenzei bankárok és Kán László erdélyi vajda kegyét is.
Az új király felszámolta a bárók hatalmaskodását. A báróktól elkobzott vagyont, földet a hívei kapták meg. 1312-ben, a rozgonyi csatában legyőzte az Abákat és még néhány másik oligarchiát (kiskirályságot). Csák Máténak, az egyik legnagyobb tartományúrnak tárnokmesteri címet adományozott, 1321-es halála után birtokai a királyra szálltak vissza.  Ezek a lépések véget vetettek az ország szétszakítottságának, és a Magyar Királyság ismét osztatlan, központosított állammá vált.
Károly Róbert megteremtette a bárók és a vármegyei nemesek bandériumaiból álló egységes katonai szervezetet, a banderiális hadsereget (banderia olaszul „zászlót” jelent).
Az aranybányászat terén a Magyar Királyság élre került, mivel Károly Róbert az úgynevezett bányapénz (urbura) átengedésével a kitermelt nemesfémeket 1/3 2/3 arányban osztotta el, így ez új bányák létesítésére ösztönözte a nemeseket. Megjelentek a bányavárosok, pl.: Selmecbánya, és Körmöcbánya, valamint a Csehországból jövő német bányászok szaktudása nagyban segítette a kitermelést. 1325-ben firenzei mintára aranyforintott veretett. Ez volt az első értékálló pénz az országban, viszont ezzel csökkent a kamara bevétele, így Károly Róbert új adót vezetett be ennek pótlására. A kapuadó jobbágyok és mezővárosi polgárok által fizetett adó, jobbágytelkenként 18 ezüstdénár évente.
Károly Róbert utóda, Nagy Lajos uralkodása a középkori Magyar Királyság egyik fénykora: az ország belső békéje és dinasztikus kapcsolatai lehetővé tették a társadalom, a gazdaság és a kultúra fejlődését. Aktív külpolitikája és hadjáratai révén pedig Magyarország európai nagyhatalommá vált.

## Zsigmond-kor

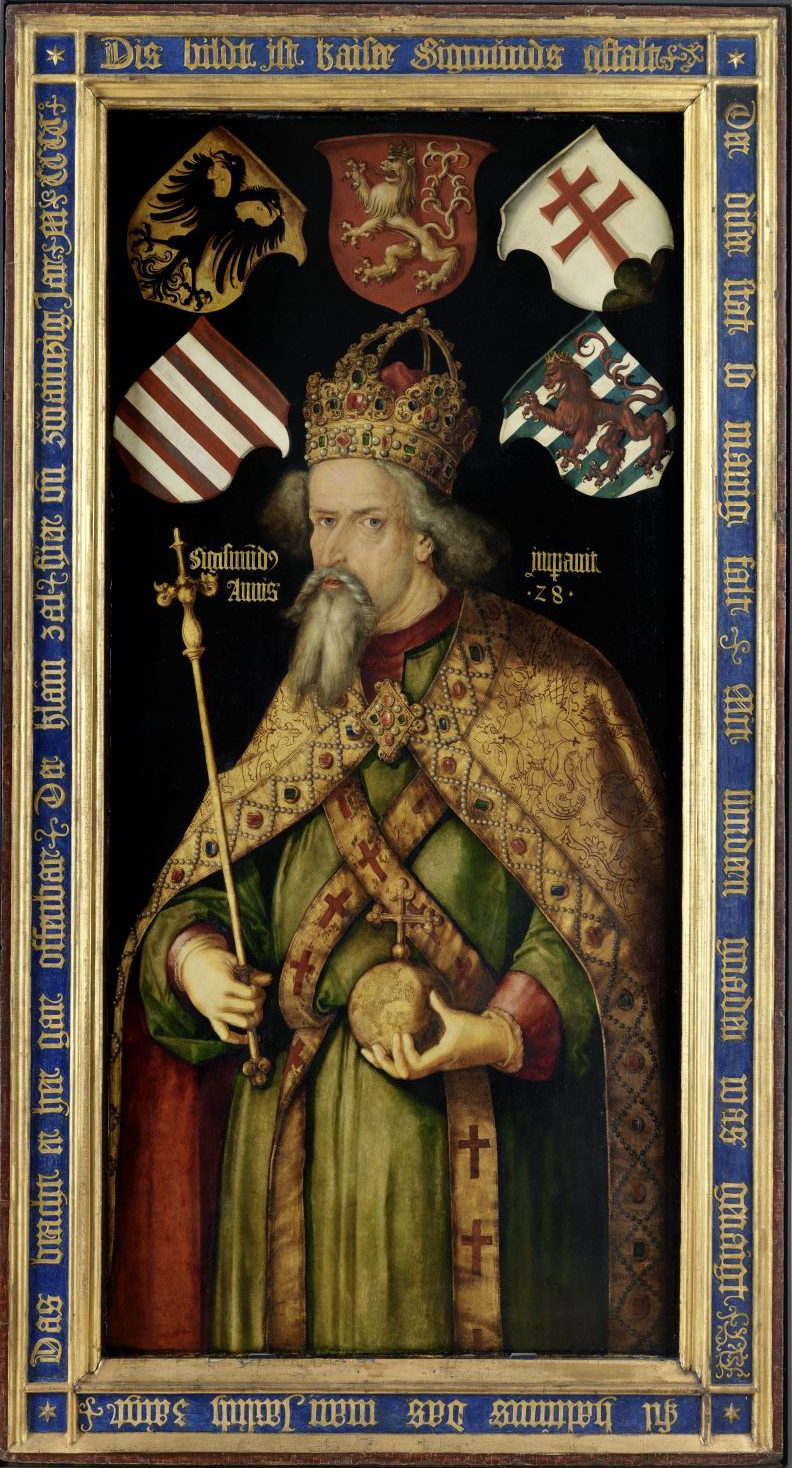
Luxemburgi Zsigmond arcképe (Albrecht Dürer festménye)

Nagy Lajos halála után a leánya, Mária örökölte a trónt, és ezzel megszűnt a magyar-lengyel perszonálunió. A főúri pártok között trónviszály kezdődött Mária férjjelöltjei és így a leendő király személye miatt.
A harcokból a Luxemburg-ház támogatói kerültek ki győztesen. Luxemburgi Zsigmond, IV. Károly német-római császár fia 1385-ben érkezett Magyarországra, ahol feleségül vette Máriát. De nem volt könnyű helyzetben, hiszen az anyakirályné Erzsébet, Orléans hercegét látta volna a trónon szívesen, amiben Garai Miklós nádor is támogatta. Ugyanakkor (Kis) Károlyt, az Anjou-ház utolsó tagját is próbálták trónra emelni. Zsigmondot a Lackfiak és a Szécsiek támogatták elsősorban. A szerencse Károlynak kedvezett, hiszen 1385-ben ő is Budára érkezett, ahol Zsigmond elmenekülése után megkoronáztatta magát. Viszont 39 nap múlva meggyilkolták Erzsébet anyakirályné hívei. Ugyanakkor Garai nádor és Erzsébet rosszul számítottak, hiszen a Délvidék fellázadt és Nápolyi Lászlót (Károly fiát) ismerték el királynak. Ekkor személyesen próbáltak véget vetni a felkelésnek, de meggyilkolták őket. Így az uralkodó nélkül maradt ország főurai, a Lackfiak vezetésével ligát kötöttek és Zsigmondot koronázták királlyá 1387-ben.
Luxemburgi Zsigmond a trónért kemény egyezséget kötött a főurakkal (bárókkal), melyben erősen megkötötték a kezét, és gyakorlatilag csak velük együtt kormányozhatott. Zsigmond király a következő években a királyi birtokok felét eladományozta a főuraknak, és gazdasági szempontból végül már ő is csak egy volt az ország legnagyobb földbirtokosai közül. Uralkodása alatt hatalmas főúri birtokok, úgynevezett mágnásvagyonok alakultak ki. Míg eddig a királyi udvar volt a kultúra és a hatalom központja, ettől kezdve a főúri családok ugyanolyan mértékben alakították az ország kultúráját és politikáját, mint a királyi udvar.
Mivel az ország déli határait veszélyeztetve ekkor kezdte meg balkáni hódításait a felemelkedő Oszmán-török Birodalom, Zsigmond a belső gondjai ellenére hadjáratokat indított a Balkán irányába. Miután sikeresen visszafoglalta csapataival Havasalföldet és Kis-Nikápolyt, ki akarta űzni a törököt egész Európából, azonban 1396-ban Nikápolynál vereséget szenvedett I. Bajazid szultán hadaitól.
Zsigmond ezután úgy tett kísérletet hatalmának megszilárdítására, hogy hozzá hű főurakat emelt a bárók közé (Cillei, Báthory, Rozgonyi, Garai családok). Mivel a korábbi bárók helyett köznemeseket juttatott főúri hatalomra, 1401-ben a régebbi főurak ligája (szövetsége) szembefordult vele, és elfogták a királyt. Garai Miklós azonban hősiesen túszul adta magát a királyért cserébe. Miután Zsigmond visszakapta a trónját, létrejött a királyhű bárókat tömörítő Garai-Cillei liga. 1405-ben pedig – miután Mária királynő egy lovasbalesetben meghalt – a király feleségül vette Cillei Borbálát.
A király jelentősen támogatta a városok fejlődését is, a városok polgársága pedig elkötelezetten támogatta Zsigmondot, és nagy szerepük volt a politikai stabilizációban, hiszen egyikük sem akart főúri függés alá kerülni. Az uralkodó növelte a szabad királyi városok számát, és új törvényeket adott ki a városok jogainak növelésére. Többek között szentesítette a városok jogát a lakosaik feletti önálló ítélkezésre. A legfontosabb városok Buda, Pozsony, Bártfa, Eperjes és Kassa lettek. Zsigmond 1395-ben új egyetemet létesített Óbudán, 1408-ban pedig Budát tette az ország fővárosává. Zsigmond azonban a királyi birtokok eladományozása után sokszor került pénzügyi zavarba, és hogy bevételekhez jusson, 1412-ben 16 szepesi várost elzálogosított a lengyel királynak. (Ezek a települések csak 1772-ben kerültek vissza Magyarországhoz.)
Zsigmond király 1410-ben elnyerte a jelképes rangnak számító német királyságot és komoly nemzetközi sikereket ért el (konstanzi zsinat megszervezése, 1414–1418). 1419-ben cseh királlyá választották, és így bekerült a német választófejedelmek körébe. Német, magyar és cseh királyként Európa egyik legtekintélyesebb uralkodója lett. Birodalma központját Budán rendezte be, amelyet európai hírű királyi udvarrá fejlesztett. A törökök ellen újabb támadások helyett a déli országrészekben nagyszabású védelmi rendszert épített ki, az úgynevezett bánságokat, valamint a végvárak vonalát, melynek központja Nándorfehérvár (a mai Belgrád) lett. 1428-ban sikertelenül próbálta meg visszafoglalni a törököktől Galambóc várát.
1433-ban elérte legnagyobb sikerét, ugyanis a pápa német-római császárrá koronázta. Ettől kezdve Buda lett Európa központja, ahol császárokat, királyokat, fejedelmeket fogadtak. A német birodalmi gyűlést, először a történelem folyamán, a Német-római Birodalom határain kívül, Pozsonyban hívták össze.
1437-ben az országban kirobbant a Budai Nagy Antal-féle erdélyi parasztfelkelés, aminek közvetlen kiváltó oka az volt, hogy  Lépes György, az erdélyi püspök három éven keresztül, míg rossz pénz volt forgalomban, nem szedte be az adót, majd mikor ismét "jó" pénz került forgalomba, visszamenőleg is követelte a tizedet. A felkelést kegyetlenül leverték, azonban hatására a kolozsmonostori egyezményben az erdélyi vajda enyhített a parasztok terhein.
Ugyanebben az évben Zsigmond király meghalt, 50 esztendős uralkodásával a leghosszabb ideig uralkodó magyar király volt a középkorban. Fiúörökös hiányában leánya férje, Habsburg Albert követte a trónon.

## A Hunyadiak kora

### Trónharcok és Hunyadi János kormányzósága
1440-ben a magyar rendek I. Ulászló néven magyar királlyá koronázták III. Ulászló lengyel királyt. Ezzel rövid időre ismét perszonálunió jött létre Magyarország és Lengyelország között. Ulászló legfőbb támasza egy rendkívül tehetséges erdélyi nemes, Hunyadi János lett, akit a király erdélyi vajdává tett. Hunyadi segítségével Ulászló nagy hadjáratot szervezett a terjeszkedő törökök ellen. 1444-ben azonban a mai Bulgária területén a várnai csatában a magyar sereg vereséget szenvedett. A király életét vesztette, és Hunyadi is csak kis híján menekült meg. Ezután a Jagellók elvesztették Magyarországot, a magyar trónra V. László személyében Habsburg uralkodó került.

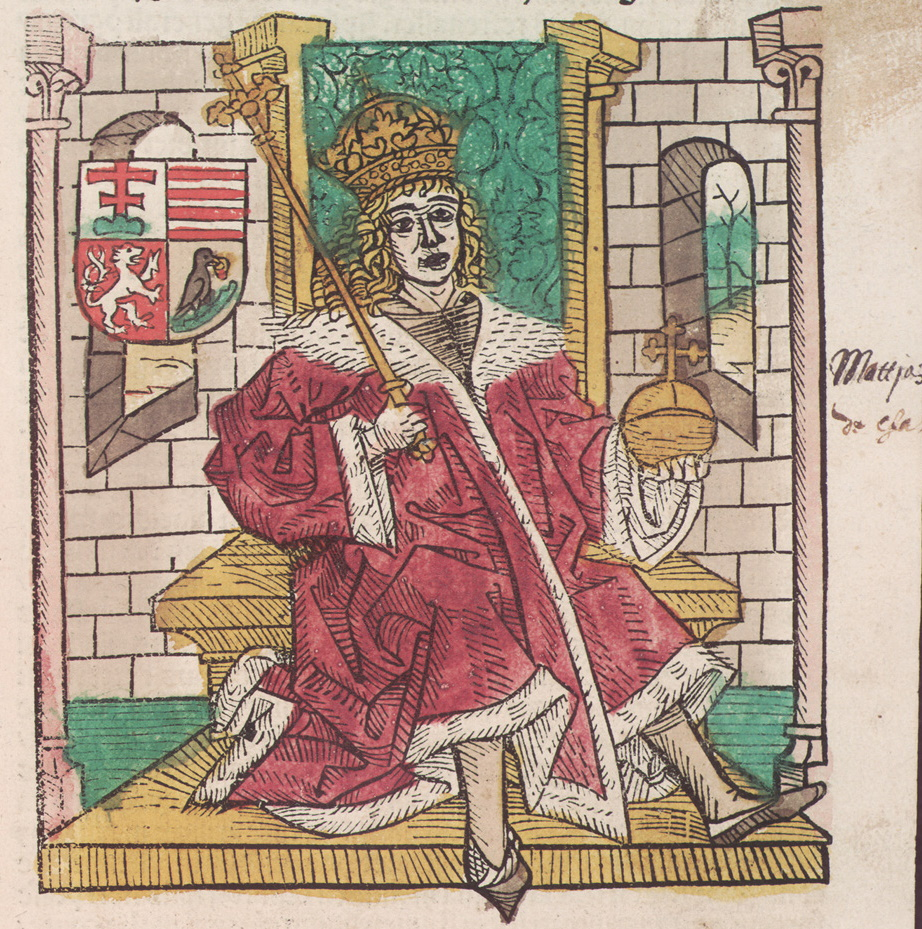
Mátyás király, 1488-as rajz

V. László kiskorúsága idején az ország kormányzója az akkor már leggazdagabb magyar főúrnak számító Hunyadi lett. Hunyadi hatalmas energiával szervezte meg a Magyar Királyság határait mindinkább fenyegető Oszmán Birodalom elleni újabb keresztes hadjáratot, birtokainak jövedelmét is felhasználva. 1456-ban a keresztények hatalmas győzelmet arattak a Nándorfehérvári csatában (a mai Belgrád mellett), ami több mint ötven évre megfékezte a törökök további európai  hódításait. A csata utáni járványban Hunyadi is életét vesztette. A diadal emlékét őrzi mindmáig a keresztény világban a déli harangszó.

### Mátyás király uralkodása
Hunyadi János idősebbik fiát, Lászlót a főúri pártharcok során V. László király tőrbe csalta és lefejeztette, azonban még ugyanebben az évben, 1457-ben ő maga is meghalt, és így a magyar trón megüresedett. A magyar nemesség 1458 telén, Budán, a Duna jegén a 15 éves Hunyadi Mátyást, Hunyadi János kisebbik fiát választotta királlyá. Uralkodása kezdetén leszámolt a főúri pártokkal, és központosított királyi hatalmat épített ki, aminek alapját az első magyar állandó zsoldoshadsereg, a Fekete Sereg képezte. A főurakat korlátozó intézkedései vetették meg az „Igazságos Mátyás" máig élő népi legenda alapját. Több sikeres hadjáratot vezetett a törökök ellen, de Csehország és nyugat felé is. Felismerte ugyanis, hogy a török ellen csak szélesebb összefogással lehet védekezni, s a Német-római Birodalom császárává akarta választatni magát. Diplomáciája is ezt célozta. Feleségül vette Aragóniai Beatrixot, és III. Frigyes német-római császárral megállapodott, hogy amelyikük gyermektelenül hal meg, annak a másik örökli a trónját. Sajnos azonban Mátyás király 1490-ben törvényes örökös nélkül halt meg.
Uralkodása idején budai, illetve visegrádi udvara az európai reneszánsz központjai voltak. Világhírűvé vált könyvtára (corvinák).

## Jagelló-kor
Mátyás halála után a magyar rendek egy gyengekezű, könnyen befolyásolható uralkodót akartak, ezért a lengyel király fiát, a Jagelló-házi Ulászlót koronázták királlyá II. Ulászló néven. Ulászló mellett szólt az a lehetőség is, hogy a török ellen lengyel vezetéssel jöjjön létre a szükséges nemzetközi pénzügyi és katonai összefogás, II. Ulászló családja ugyanis hatalmas európai területek fölött uralkodott. A Jagelló-dinasztia lengyel ága azonban más érdekeket követett, és így az elképzelés meghiúsult. Az 1515-ös bécsi kongresszuson a Habsburgok és a Jagellók a gyermekeik között kettős házassági szerződést kötöttek, ami gyakorlatilag azt jelentette, hogy ha a magyar uralkodó utód nélkül halna meg, akkor a Habsburgok öröklik a magyar trónt.
II. Ulászló halála után fia, II. Lajos követte őt a trónon. Apa és fia uralkodása alatt Magyarország nem készült fel a török elleni harcra. Sőt, a Mátyás alatt elért belső rend és gazdasági fejlődés is gyakorlatilag szétforgácsolódott az egyes főurak belpolitikai küzdelmei miatt. A jobbágyság elnyomása 1514-ben a Dózsa-féle parasztfelkeléshez vezetett, amelynek leverése után a Werbőczi István által készített új törvények a jobbágyság millióinak örökös röghöz kötését, gyakorlatilag fél-rabszolgaságot vezettek be az országban. Ez Magyarország társadalmát hosszú évszázadokra visszavetette a fejlődésben, hiszen ez idő tájt a nyugatabbi országokban éppen a jobbágyság fokozatos megszűnése jelentette a későbbi nemzeti polgárosodás alapját.